# Honam
Honam (hangul: 호남) az egykori Csolla tartományt lefedő régió, ma Dél-Korea területén található. Észak- és Dél-Csolla, valamint Kvangdzsu tartozik hozzá. 
A régióról kapta a nevét a Honami vasútvonal és a Honam autópálya, melyek Szöult és Tedzsont kötik össze a régióval.